# کانستراکتا (خواننده)
کانستراکتا (به انگلیسی: Konstrakta) (زاده ۱۲ اکتبر ۱۹۷۸) خواننده، ترانه‌سرا صربستانی است.
او نماینده صربستان در یوروویژن ۲۰۲۲ بود و به مقام پنجم دست یافت.